# Burg Urbach
Die verschwundene Burg Urbach lag auf einem Bergsporn nordöstlich der Gemeinde Urbach im Rems-Murr-Kreis in Baden-Württemberg. Über die ehemaligen Befestigung, von der nur geringe Reste erhalten sind, ist heute nicht mehr viel bekannt. 

## Lage
Die abgegangene Burg Urbach lag auf einem Bergsporn des Altenbergs, eines ehemaligen Weinbergs, welcher nordöstlich von Oberurbach liegt.

## Name
Der ursprüngliche Name der ehemaligen Befestigungsanlage ist nicht bekannt. Im Volksmund wird die Befestigung Judenburg genannt.
Hintergrund dieser Bezeichnung ist eine alte Sage, wonach die Herren von Urbach bei Juden verschuldet gewesen sein sollen.

## Beschreibung
Von der ehemaligen Burganlage ist noch der Halsgraben zu sehen, durch den heute ein moderner Feldweg führt. Ansonsten sind keine oberirdischen Überreste zu sehen. Eine moderne Informationstafel erinnert heute an die Anlage.

## Geschichte
Über die Geschichte der Burg ist – wie bei den meisten Befestigungen im Rems-Murr-Kreis – nicht viel bekannt. Vermutlich war sie der alte Sitz der Herren von Urbach. In der Edelsasser Chronik von 1592 wird berichtet, dass ein Wilhelm von Urbach 1381 die Hälfte der Burg Urbach an Graf Simon Wecker zu Zweibrücken veräußert habe. Allerdings ist diese Notiz zweifelhaft. Ansonsten finden sich keine weiteren Nachrichten über die Burg. Es ist völlig unklar, wann sie abgegangen ist. Georg von Urbach erwarb 1434 das Schloss Urbach im Dorf. Wahrscheinlich wurde die Burg auf dem Altenberg nach dieser Zeit aufgegeben. Nach Rudolph Friedrich von Moser wurde die Burg zerstört. Eine Zerstörung durch Graf Eberhard im Barte kann jedoch nicht eindeutig bewiesen werden.
Schon 1623 waren von der Burg nur noch wenige Mauerreste vorhanden. 1692 wird in einem Lagerbuch berichtet, dass die Burg völlig abgegangen und nichts mehr zu sehen sei. Anscheinend wurden die Mauerreste von Bürgern abgetragen. Noch 1773 wird erwähnt, dass Urbacher Bürger sich die Erlaubnis einholten, um auf dem Burgstall graben zu dürfen.

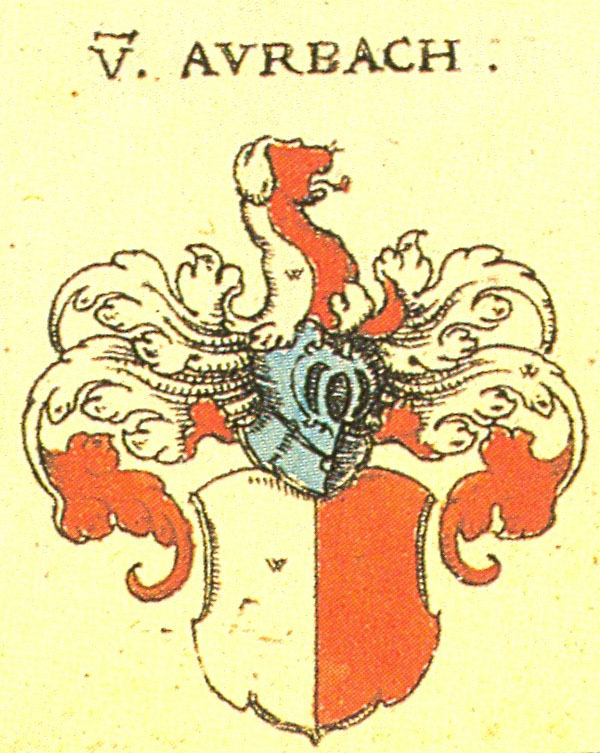
Wappen derer von Urbach

Im Jahre 1920 kam es unterhalb der ehemaligen Burg zu einem Erdrutsch. Dadurch kamen Gegenstände aus Eisen, Keramik und Ziegel ans Licht. 1928 wurden bei Straßenbauarbeiten Reste einer Wasserleitung entdeckt. 1957 entdeckte ein Eigentümer eines anliegenden Grundstücks den Zugang eines Burgkellers. 1970 wurden weitere Gegenstände gefunden, die in die Zeit um 1200 datiert werden konnten. In Urbach gibt es ein kleines Museum zur Geschichte des Ortes, in der auch Funde von der Burg zu sehen sind.